# کریس آلن
کریستوفر نیل آلن (زاده ۲۱ ژوئن ۱۹۸۵) که با نام کریس آلن شناخته می‌شود، خواننده و آهنگساز آمریکایی و برنده هشتمین دوره مسابقه آمریکن آیدل است. 
آلن اولین آلبوم خود را در سال ۲۰۰۷ با نام Brand New Shoes وارد بازار کرد که در این آلبوم آهنگ No Boundaries در بیلبورد ۱۰۰ قرار گرفت. سپس در ۱۷ نوامبر ۲۰۰۹ آلبومی همنام با اسم خودش روانه بازار کرد. این آلبوم در مقام یازدهم بیلبورد ۲۰۰ قرار گرفت از این آلبوم آهنگ
Live Like We're Dying مقام هجدهم را در جدول آمریکا بدست آورد.

## آمریکن آیدل
کریس آلن در فصل هشتم از مسابقات آمریکن آیدل شرکت کرده و توانست مقام نخست را کسب نماید. داوران این فصل عبارت بودند از :سایمون کاول، کارا دیوگواردی، پائولا عبدل، رندی جکسون.
 کریس پس از ورود به هالیوود و اجرای گروهی توانست نظر مردم را به خود جلب کرده و به ۳۶ نفر برتر راه پیدا کند. او در این مرحله آهنگ Man In the Mirror را اجرا کرده و مورد تشویق داوران علل خصوص سایمون قرار گرفت. سپس با راه یابی به مرحله ۱۳ نفر برتر آهنگ Remember the Time را اجرا نمود.با رای مردم آمریکا کریس بار دیگر به مرحله بعد راه پیدا کرد. در مرحله ۱۱ نفر برتر او آهنگ Make You Feel My Love را اجرا نموده و مورد تشویق فراوان داوران قرار گرفت.

## آلبوم‌ها
- ۲۰۰۷: کفش های جدید
- ۲۰۰۹: کریس آلن